# Globba lancangensis
Globba lancangensis är en enhjärtbladig växtart som beskrevs av Y.Y.Qian. Globba lancangensis ingår i släktet Globba och familjen Zingiberaceae. Inga underarter finns listade i Catalogue of Life.